# Tricimba cana
Tricimba cana är en tvåvingeart som beskrevs av Ismay 1993. Tricimba cana ingår i släktet Tricimba och familjen fritflugor. Inga underarter finns listade i Catalogue of Life.